# Christian Grashof

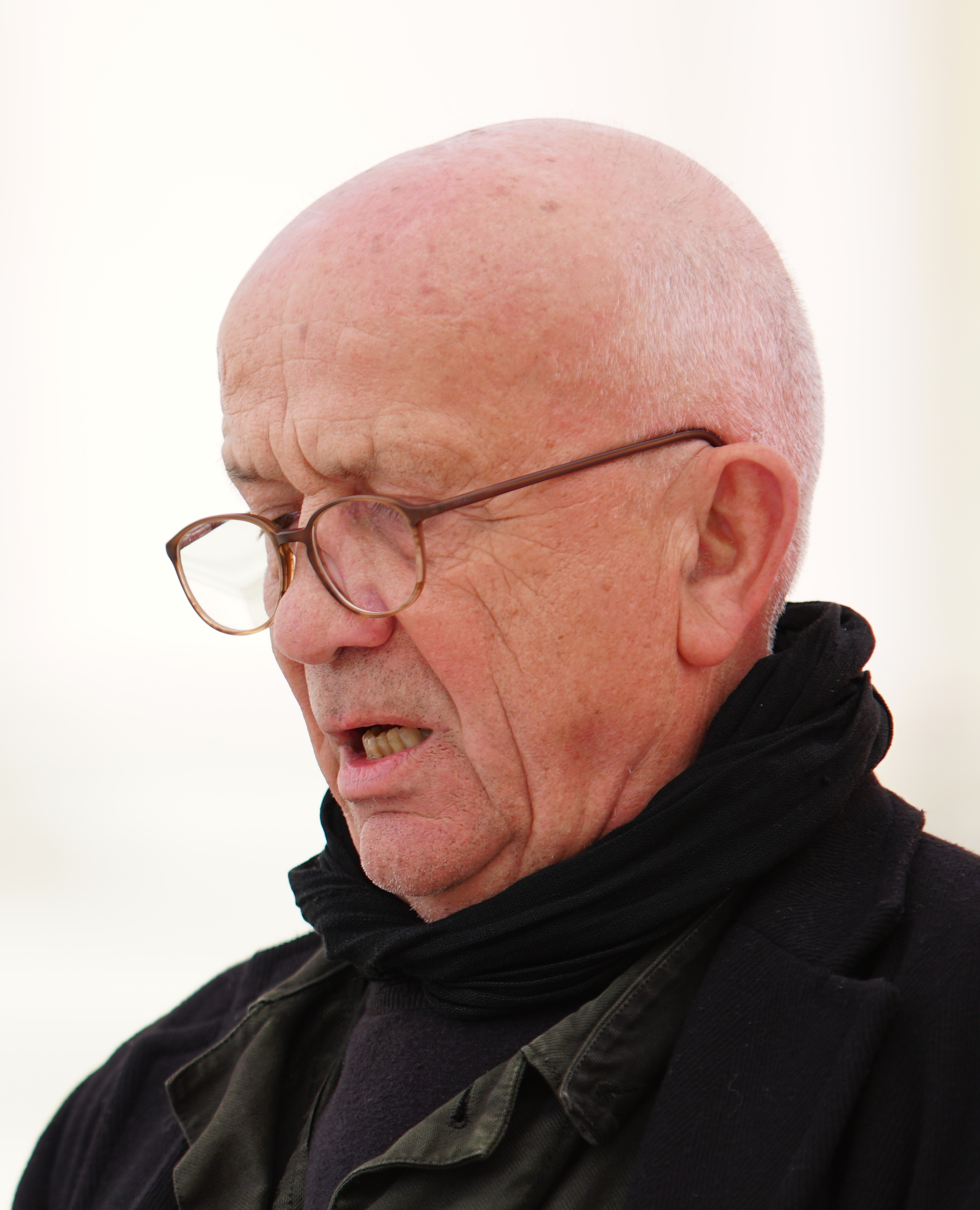
Christian Grashof, 2019

Christian Grashof (* 5. August 1943 in Gablonz an der Neiße, Reichsgau Sudetenland) ist ein deutscher Schauspieler.

## Leben
Grashof, aufgewachsen in Löbau, studierte von 1964 bis 1967 an der Staatlichen Schauspielschule Berlin und debütierte am Theater Karl-Marx-Stadt, dem er von 1967 bis 1970 angehörte.
Er spielte dort unter anderem Ferdinand in Kabale und Liebe, die Titelrolle in Prinz Friedrich von Homburg und Franz in Kasimir und Karoline.
Seit 1970 hat Grashof ein Engagement am Deutschen Theater in Berlin, unterbrochen von Gastspielen und einem zweijährigen Engagement am Schillertheater (1990–1992).

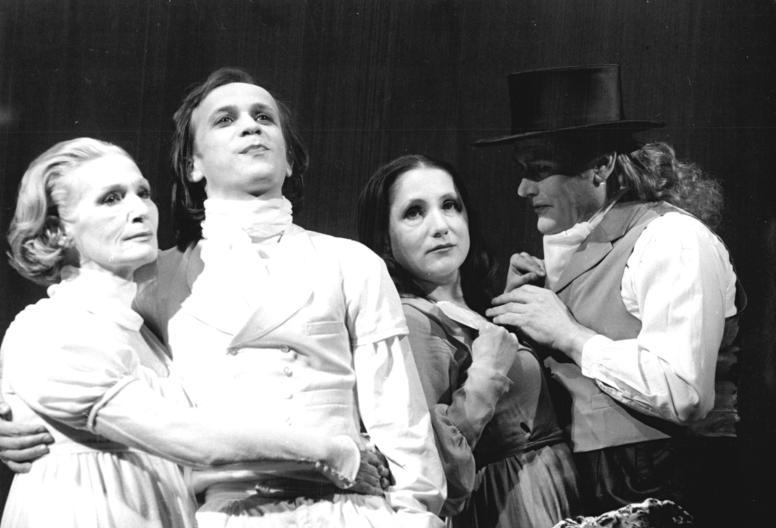
Christian Grashof (2. von links) 1981 als Danton in Dantons Tod

Am Deutschen Theater verkörperte er Beaumarchais in Clavigo (1971), Merkur in Hacks’ Amphitryon (1972) und besonders erfolgreich die Titelfigur in Torquato Tasso (1975). Seit 1976 arbeitete er eng mit Alexander Lang zusammen. Weitere Rollen waren Odysseus in Heiner Müllers Philoktet (1977), die Titelrolle in Tollers Der entfesselte Wotan (1979), Danton und Robespierre in Dantons Tod (1981), Gundling in Heinrich Manns Die traurige Geschichte von Friedrich dem Großen (1982), Raikitin in Turgenjews Ein Monat auf dem Lande, die Titelfigur in Grabbes Herzog Theodor von Gothland (1984) und Kapitän Edgar in Strindbergs Totentanz (1986).
Als Gast war Grashof am Thalia Theater in Hamburg zu sehen. Dort spielte er 1988 bei der deutschen Erstaufführung von Koltès’ Rückkehr in die Wüste den Adrien und 1989 in Tschechows Platonow den Arzt.
Schon während seines Schauspielstudiums debütierte er vor einer Fernsehkamera in der DFF-Produktion Die erste Reiterarmee (1966). Es folgten zahlreiche Rollen in Film- und Fernsehserien, wie beispielsweise 1979/1980 in der Titelrolle des Levin in Horst Seemanns Levins Mühle. Ein weiterer Publikumserfolg wurde seinerzeit Seemanns Besuch bei van Gogh (1985).
Seit 2000 ist Grashof Mitglied der Akademie der Künste, Sektion Darstellende Kunst; seit 2015 ist er stellvertretender Direktor der Sektion. Das Deutsche Theater Berlin ernannte ihn am 30. September 2018 zum „Ehrenmitglied“. In der Laudatio begründete Theaterkritiker Hans-Dieter Schütt: Grashof sei ein Schauspieler, der „stets gefeit gewesen“ sei „gegen die spezifischen Gefährdungen einer kultgierigen Mimen-Aura“. (..) „Grashofs Credo. Er denkt in Konstellationen.“
Christian Grashof ist auch Dozent an der Hochschule für Schauspielkunst „Ernst Busch“.
Grashof lebt in Berlin.

## Filmografie (Auswahl)
- 1969/1977: Die seltsame Reise des Alois Fingerlein (Theateraufzeichnung)
- 1972: Sechse kommen durch die Welt – Regie: Rainer Simon
- 1974: Wahlverwandtschaften – Regie: Siegfried Kühn
- 1975: Broddi (TV) – Regie: Ulrich Thein
- 1976: Ein altes Modell (TV) – Regie: Ulrich Thein
- 1976: Leben und Tod Richard III. (Theateraufzeichnung)
- 1979: P.S. – Regie: Roland Gräf
- 1980: Levins Mühle – Regie: Horst Seemann
- 1981: Mephisto – Regie: István Szabó
- 1981/1988: Jadup und Boel – Regie: Rainer Simon
- 1982: Familienbande – Regie: Horst E. Brandt
- 1983: Die traurige Geschichte von Friedrich dem Großen (Theateraufzeichnung)
- 1983: Insel der Schwäne – Regie: Herrmann Zschoche
- 1983: Olle Henry – Regie: Ulrich Weiß
- 1983: Alfons Köhler (Fernsehfilm) – Regie: Peter Vogel
- 1984: Die Zeit der Einsamkeit (TV) – Regie: Peter Vogel
- 1985: Torquato Tasso (Theateraufzeichnung)
- 1985: Besuch bei van Gogh – Regie: Horst Seemann
- 1985: Außenseiter (TV)
- 1985: Die Rundköpfe und die Spitzköpfe (Theateraufzeichnung)
- 1986: So viele Träume – Regie: Heiner Carow
- 1987: Die erste Reihe (Fernsehfilm) – Regie: Peter Vogel
- 1987: Jan Oppen (Fernsehfilm)
- 1988: Schwein gehabt – Regie: Karl-Heinz Heymann
- 1989: Pestalozzis Berg – Regie: Peter von Gunten
- 1993: Grüß Gott, Genosse (TV) – Regie: Manfred Stelzer
- 1995: Der Trinker – Regie: Tom Toelle
- 1997: Das Mambospiel – Regie: Michael Gwisdek
- 1998: Das Bergwerk – Franz Fühmann (Sprecher)
- 2000: Tatort – Der Trippler (Fernsehreihe) – Regie: Michael Lähn
- 2002: Baby – Regie: Philipp Stölzl
- 2003: Tatort – Väter – Regie Thomas Freundner
- 2004: Tatort – Schichtwechsel
- 2004: Willenbrock – Regie: Andreas Dresen
- 2004: Der Stich des Skorpion
- 2005: Wellen – Regie: Vivian Naefe (Fernsehfilm)
- 2006: Spreewaldkrimi: Das Geheimnis im Moor (Fernsehreihe) – Regie: Kai Wessel
- 2006: Tatort – Schlaflos in Weimar
- 2006: Tatort – Mann über Bord – Regie: Lars Becker
- 2007: Schattenkinder (TV) – Regie: Claudia Prietzel und Peter Henning
- 2008: Tatort – Hart an der Grenze
- 2008: Der Abgrund – Eine Stadt stürzt ein (TV) – Regie: Sebastian Vigg
- 2008: Liebesticket nach Hause (TV) – Regie: Sebastian Vigg
- 2008: Die Möwe – Regie: Jürgen Gosch
- 2012: Lotta & die großen Erwartungen – Regie: Edzard Onneken
- 2014: Pfarrer Braun: Brauns Heimkehr (Fernsehserie, Folge 22)
- 2014: Notruf Hafenkante (Fernsehserie, Staffel 9, Folge 10 Hausmusik)
- 2014: Weihnachten für Einsteiger (TV) – Regie: Sven Bohse
- 2015: Zorn – Wo kein Licht (Fernsehreihe, Folge 3)
- 2015: Der Prinz im Bärenfell (Fernsehfilm)
- 2016: Allein gegen die Zeit – Der Film
- 2016: Notruf Hafenkante (Fernsehserie, Staffel 11, Folge 11 Enkeltrick)
- 2017: Die Reste meines Lebens – Regie: Jens Wischnewski
- 2017: Spreewaldkrimi – Zwischen Tod und Leben (Fernsehreihe)
- 2017: Die Spezialisten – Auge um Auge (Fernsehreihe)
- 2019: Axel der Held
- 2019: Ein starkes Team – Eiskalt (Fernsehreihe)
- 2019: Erzgebirgskrimi – Der Tote im Stollen (Fernsehreihe)
- 2020: Kryger bleibt Krüger
- 2020: Der Usedom-Krimi: Schmerzgrenze (Fernsehreihe) – Regie: Maris Pfeiffer
- 2021: Klara Sonntag: Kleine Fische, große Fische (Fernsehreihe) – Regie: Oliver Schmitz
- 2022: Klara Sonntag: Liebe macht blind (Fernsehreihe) – Regie: Jeanette Wagner
- 2022: Lauchhammer – Tod in der Lausitz (Fernsehserie, 6 Folgen)
- 2022: Krauses Weihnacht (Fernsehreihe)
- 2023: Harter Brocken – Der Goldrausch (Fernsehreihe)
- 2024: Ostsee für Sturköppe (Fernsehfilm)

## Theater
- 1969: Michail Schatrow: Bolschewiki (Swerdlow) – Regie: Wolfram Krempel (Schauspielhaus Karl-Marx-Stadt)
- 1972: William Shakespeare: Leben und Tod Richard des Dritten (Mörder) – Regie: Manfred Wekwerth (Deutsches Theater Berlin)
- 1972: Johann Wolfgang von Goethe: Clavigo (Beaumarchais) – Regie: Adolf Dresen (Deutsches Theater Berlin – Kammerspiele)
- 1973: Volker Braun: Die Kipper – Regie: Klaus Erforth/Alexander Stillmark (Deutsches Theater Berlin)
- 1978: Gerhart Hauptmann: Michael Kramer (Arnold) – Regie: Wolfgang Heinz (Deutsches Theater Berlin)
- 1981: Georg Büchner: Dantons Tod (Danton) – Regie: Alexander Lang (Deutsches Theater Berlin)
- 1983: Bertolt Brecht: Die Rundköpfe und die Spitzköpfe (Callas) – Regie: Alexander Lang (Deutsches Theater Berlin)
- 1992: Alexander Ostrowski: Der Wald (Gennadi) – Regie: Thomas Langhoff (Deutsches Theater Berlin)
- 1992: Johann Wolfgang von Goethe: Faust (Titelrolle) – Regie: Alfred Kirchner (Schillertheater Berlin)
- 1995: Anton Tschechow: Onkel Wanja (Titelrolle) – Regie: Jürgen Gosch (Deutsches Theater Berlin)
- 2000: Arthur Miller: Tod eines Handlungsreisenden (Titelrolle) – Regie: Dimiter Gotscheff (Deutsches Theater Berlin)
- 2008: Anton Tschechow: Die Möwe (Pjotr Nikolajewitsch Sorin) – Regie: Jürgen Gosch (Deutsches Theater Berlin)
- 2008: Arthur Miller: Hexenjagd (Samuel Parris) – Regie: Thomas Schulte-Michels (Deutsches Theater Berlin – Kammerspiele)
- 2013: In Zeiten des abnehmenden Lichts – Regie: Stephan Kimmig (für die Bühne bearbeitet von Eugen Ruge)

## Hörspiele
- 1978: Ödön von Horváth: Kasimir und Karoline (Franz Merkl) – Regie: Werner Grunow (Hörspiel – Rundfunk der DDR)
- 1980: Michail Bulgakow: Die Kabale der Scheinheiligen (Moyron) – Regie: Werner Grunow (Hörspiel – Rundfunk der DDR)
- 1984: Charles Perrault: Riquet und Mirabelle. Ein Feenmärchen (Prinz Riquet) – Regie: Karin Lorenz (Kinderhörspiel – Litera)
- 1985: Ernst-Frieder Kratochwil: Abschied vom Freudenheim (Bauer) – Regie: Werner Grunow (Rundfunk der DDR)
- 1986: Călin Gruia: Das Märchen vom König Florin (König) – Regie: Norbert Speer (Kinderhörspiel – Rundfunk der DDR)
- 1986: Theodor Storm: Die Regentrude (Eckeneckepenn) – Regie: Jürgen Schmidt (Kinderhörspiel – Litera)
- 2007: Eoin Colfer: Meg Finn oder die Liste der vier Wünsche – Regie: Gabriele Bigott (RBB)
- 2012: Mario Salazar: Alles Gold was glänzt – Regie: Robert Schoen (DKultur)
- 2013: E. M. Cioran: Vom Nachteil geboren zu sein – Regie: Kai Grehn (SWR)
- 2013: Mark Twain: Der geheimnisvolle Fremde (Pater Peter) – Regie: Kai Grehn (DLR/Hörbuch Hamburg ISBN 978-3-89903-883-5)
- 2015: Franz Werfel: Die vierzig Tage des Musa Dagh (Aram Tomasian) – Regie: Kai Grehn (SWR/HR/NDR/Der Hörverlag ISBN 978-3-8445-1829-0)
- 2015: Astrid Litfaß: Aus dem Leben der Nachtmulle (Lun) – Regie: Andrea Getto (RBB)
- 2016: Jack London: Die Zwangsjacke (Jake Oppenheimer) – Regie: Kai Grehn (DLR/Major Label ISBN 978-3-945715-09-3)

## Auszeichnungen
- 1986: Nationalpreis der DDR
- 2018: Ehrenmitglied des Deutschen Theaters Berlin[4]